# Rezerwaty biosfery w Niemczech
Rezerwaty biosfery w Niemczech – oficjalnie rozpoznane zarówno przez UNESCO, jak i niemieckie prawo o ochronie przyrody (niem. Bundesnaturschutzgesetz) wielkoobszarowe tereny o wyróżniających się walorach przyrodniczych i kulturowych, podlegające już innym krajowym formom ochronnym. Najstarsze rezerwaty w Niemczech powołano w 1978 r. Od tego czasu powołano ich 16, ale jeden (Las Bawarski) utracił w 2006 r. ten status, zaś ''Rezerwat Biosfery Krajobrazu Krasowego Południowego Harzu'' jest w trakcie powoływania.
W niemieckich rezerwatach biosfery stosuje się podział na trzy strefy:
- Strefę centralną (niem. Kernzone, ang. core area), będącą terenem zarezerwowanym dla przyrody, mającą status rezerwatu przyrody, parku narodowego, lub analogiczny i zajmującą co najmniej 3% powierzchni całego rezerwatu biosfery.
- Strefę buforową (niem. Pufferzone/Pflegezone, ang. buffer area), mającą charakter ochronny dla strefy centralnej, gdzie prowadzi się gospodarkę zgodnie z zasadą zrównoważonego rozwoju, uwzględniając potrzeby dzikich zwierząt i roślin. Niemieckie prawo wymaga, by strefa centralna zajmowała co najmniej 10% wyznaczonego obszaru, z czego łącznie ze strefą centralną musi mieć co najmniej 20% obszaru rezerwatu[6].
- Strefę tranzytową (niem. Entwicklungszone, ang. transition area), na terenie której działalność gospodarcza powinna zapewniać spójność ekologiczną całego rezerwatu.

## Lista rezerwatów biosfery
| Nazwa | Data utworzenia                                                          | Obszar [km²]              | Strefa centralna [km²]  | Strefa buforowa [km²]    | Ilustracja |
| --- | ------------------------------------------------------------------------ | ------------------------- | ----------------------- | ------------------------ | ---------- |
| Dolina Vesser-Las Turyński Vessertal-Thüringer Wald                                                                                | 1979                                                                     | 170,81                    | 5,62                    | 19,49                    |            |
| Krajobraz rzeczny Łaby Flusslandschaft Elbe                                                                                        | 1979 (tylko Łaba Środkowa) 1997 (aktualny)                               | 2758,93                   | 35,70                   | 555,23                   |            |
| Berchtesgaden Berchtesgadener Land                                                                                                 | 1990                                                                     | 840,00                    | 138,96                  | 95,37                    |            |
| Szlezwicko-Holsztyńskie Morze Wattowe i Halligen Schleswig-Holsteinisches Wattenmeer und Halligen                                  | 1990                                                                     | 4431,00                   | 1570,00                 | 2840,00                  |            |
| Schorfheide-Chorin | 1990                                                                     | 1291,60                   | 39,01                   | 244,40                   |            |
| Rhön | 1991                                                                     | 1852,62                   | 35,77                   | 508,80                   |            |
| Szprowski Las Błota (d.-łuż.) Spreewald                                                                                            | 1991                                                                     | 475,09                    | 9,74                    | 93,34                    |            |
| Południowo-wschodnia Rugia Südost Rügen                                                                                            | 1991                                                                     | 229,00                    | 3,49                    | 32,04                    |            |
| Hamburskie Morze Wattowe Hamburgisches Wattenmeer                                                                                  | 1992                                                                     | 117,00                    | 105,30                  | 11,70                    |            |
| Dolnosaksońskie Morze Wattowe Niedersächsisches Wattenmeer                                                                         | 1992                                                                     | 2400,00                   | 1300,00                 | 1080,00                  |            |
| Górnołużyckie Wrzosowiska i Stawy Biosferowy rezerwat Hornjołužiska hola a haty (g.-łuż.) Oberlausitzer Heide- und Teichlandschaft | 1996                                                                     | 301,02                    | 11,24                   | 120,15                   |            |
| Rezerwat Biosfery Wogezów Północnych i Lasu Palatynackiego (transgraniczny) Pfälzerwald-Nordvogesen                                | 1998 (jako transgraniczny) 1988 (część Francuska) 1992 (część Niemiecka) | 1778,42 (część niemiecka) | 39,39 (część niemiecka) | 492,61 (część niemiecka) |            |
| Schaalsee | 2000                                                                     | 309,00                    | 19,16                   | 89,30                    |            |
| Bliesgau | 2009                                                                     | 361,52                    | 11,03                   | 70,51                    |            |
| Rezerwat Biosfery Jury Szwabskiej Schwäbische Alb                                                                                  | 2009                                                                     | 852,69                    | 26,45                   | 354,10                   |            |
| Krajobraz Krasowy Południowego Harzu Karstlandschaft Südharz                                                                       | (W trakcie powoływania)                                                  | 300,34                    | 9,18                    | 97,60                    |            |

Źródło tabeli (Federalny Urząd Ochrony Przyrody, stan maj 2011): http://www.bfn.de/fileadmin/MDB/documents/themen/gebietsschutz/BR_Tab_05_11.pdf